# 上峰
上峰（うえみね）は、埼玉県さいたま市中央区の町名。現行行政地名は上峰一丁目から上峰四丁目。郵便番号は338-0014。

## 地理
さいたま市中央区（旧与野市）の西部に位置し、大宮台地やその谷地からなる。地区の中央を新大宮バイパスが縦断する。

## 歴史
もとは江戸期より存在した武蔵国足立郡与野領に属する上峰村であった。『新編武蔵風土記稿』では戸数25。
- はじめは相模甘縄藩領で、正保年間（1645年〜1648年）頃より知行は旗本宮崎氏となるが、その後に幕府領となる[4][5]。
- 幕末時点では足立郡上峰村であった。明治初年の『旧高旧領取調帳』の記載によると、代官大竹左馬太郎支配所が管轄する幕府領であった[6]。
- 1868年（慶応4年）6月19日 - 武蔵知県事・山田政則（忍藩士）の管轄となる。
- 1869年（明治2年） 
  - 1月13日 - 武蔵知県事・宮原忠英の管轄区域に大宮県を設置。県庁は東京府馬喰町に置かれる。
  - 9月29日 - 県庁が浦和に置かれ浦和県に改称。
- 1871年（明治4年）11月13日 - 第1次府県統合により埼玉県の管轄となる。
- 1879年（明治12年）3月17日 - 郡区町村編制法により成立した北足立郡に属す。郡役所は浦和宿に設置。
- 1889年（明治22年）4月1日 - 町村制施行に伴い、北足立郡与野町・小村田村・下落合村・上落合村・中里村・大戸村・鈴谷村・上峰村・八王子村・円阿弥村が合併して与野町となる。当地区は大字上峰となる。
- 1958年（昭和33年）7月15日 - 与野町が市制施行し、与野市大字上峰となる。
- 1981年（昭和56年）10月1日 - 住居表示が施され、大字上峰から上峰一丁目・二丁目が成立[7]。
- 1982年（昭和57年）10月1日 - 大字上峰の残部から上峰三丁目・四丁目が成立[7]。大字上峰は消滅[7]。
- 2001年（平成13年）5月1日 - 与野市が浦和市、大宮市と合併しさいたま市となり、さいたま市の町名となる。
- 2003年（平成15年）4月1日 - さいたま市が政令指定都市に移行しさいたま市中央区の町名となる。

## 世帯数と人口
2017年（平成29年）9月1日現在の世帯数と人口は以下の通りである。
| 丁目       | 世帯数    | 人口    |
| ---------- | --------- | ------- |
| 上峰一丁目 | 823世帯   | 1,632人 |
| 上峰二丁目 | 839世帯   | 1,724人 |
| 上峰三丁目 | 694世帯   | 1,351人 |
| 上峰四丁目 | 483世帯   | 922人   |
| 計         | 2,839世帯 | 5,629人 |

## 小・中学校の学区
市立小・中学校に通う場合、学区（校区）は以下の通りとなる。
| 丁目       | 番地   | 小学校                     | 中学校                   |
| ---------- | ------ | -------------------------- | ------------------------ |
| 上峰一丁目 | 1〜2番 | さいたま市立鈴谷小学校     | さいたま市立与野西中学校 |
| 上峰一丁目 | その他 | さいたま市立与野本町小学校 | さいたま市立八王子中学校 |
| 上峰二丁目 | 全域   | さいたま市立与野本町小学校 | さいたま市立八王子中学校 |
| 上峰三丁目 | 全域   | さいたま市立鈴谷小学校     | さいたま市立与野西中学校 |
| 上峰四丁目 | 全域   | さいたま市立与野本町小学校 | さいたま市立与野西中学校 |

## 交通
- 地内に鉄道は敷設されていない。徒歩圏内には埼京線与野本町駅がある。

### 道路
- 首都高速埼玉大宮線
- 国道17号（新大宮バイパス）
- 里見通[9]

## 施設
- 彩の国さいたま芸術劇場
- 浦和西警察署
- 上峰団地
- 諏訪神社
- 円福寺
- 水とふれあいの広場（親水公園）[10]
- 上峰東児童遊園地
- 上峰西児童遊園地